# Seya Seya Parangseya
Seya Seya Parangseya (koreansk: 새야새야 파랑새야, engelsk: Bird Bird Bluebird, oversat: Fugl Fugl Blå Fugl) er en koreansk folkesang.
Sangen henviser til Chon Pong-juni (eller Jeon Bong-jun: 1854-1895), som var en fremtrædende leder af Donghak bondeoprøret under den japanske kontrol af Korea. Anført af Chon og andre gjorde Jeolla provinsens bønder i det 19. århundrede opstand mod tunge skatter og afpresning, hvilket oprør endte, da det blev knust af den bedre udstyrede og bedre uddannede japanske kejserlige hær. Chon blev henrettet.
På grund af sin korte fysiske statur blev Chon ofte benævnt "Noktu Jang-gun" (General Mung-Bønne). Den sørgelige sang handler om hans mislykkede forsøg på at give sit folk et minimum af retfærdighed.

## Historisk baggrund
Denne koreanske folkesang går tilbage til 1894.
Chon Bong-jun blev født i 1855 til en fattig Yangban-familie i Cholla-do. Chon havde ikke andet træk end at være en stille person, indtil han i 1890 tilsluttede sig Donghak-kulten, som var startet 30 år tidligere. Kopu, Chons hjemby, blev på det tidspunkt styret af en grådig dommer ved navn Cho Pyong-kap, der dræbte Chons fader i 1892 for sidstnævntes modvilje mod atlade sig afpresse. Senere hævdede Pong-jun, at han ikke havde startet en revolution af personligt nag.
Donghak ("studiet af Østen") blev oprettet som reaktion på Sohak ("Studiet af Vesten", ofte identificeret som katolicismen), og deres organisation blev efterhånden landsdækkende. Den efterfølgende forfølgelse af bevægelsen førte til en række protestaktioner og -møder ved Donghak: Samrye i 1892 og Poun i 1893. Mødet i Poun blev ramt af en ideologisk splittelse mellem de konservative nordlige klanledere, som var imod Chon indsats indtil nær slutningen af krigen, og den handlingsorienterede Honam-fraktion, som omfattede omkring halvdelen af de 20.000, som var samlede der.
Som en mindre Donghak-leder i Honam-fraktionen, der var ansvarlig for Kopu, igangsatte Chon en række andragender, og da de ingen resultater bragte, en folkebevægelse mod Cho Pyong-kap. Det populære slogan var: "Det er en krig! Det er en krig! En borgerkrig er bedre end at leve den gamle måde, der ville spare ikke en levende sjæl!" Dette førte til et oprør i begyndelsen af 1894 omfattende en folkegruppe på omkring tusind personer, som var blevet samlede af Chon Pong-juni og bevæbnede med bambusspyd.
Byen Kopu faldt let, men den onde dommer var allerede flygtet. Befolkningen blev overrasket over at finde et sofistikeret organisation og høj disciplin blandt Chons mænd, der altid har betalt for det, de havde erhvervet. Dette var i modsætning til regeringstropperne, som var ubrugelig i kamp, men anvendelige til destruktion, plyndring og voldtægt af uskyldige. Oprøret bredte sig til 15 nabobyer på et par dage, og Chons organisation vandt popularitet for ved med magt at genoprette den uret, der var sket tidligere.
Regeringen reagerede på krisen ved at udpege en ny dommer for Kopu. Han foretog hurtigt korrigerende handlinger over for de ophobede problemer blot for at se sin virksomhed blive udslettet af en kongelig udsending, der fulgte efter ham, og grusomheder begået af medsendte tropper.
Således opildnet spredte oprøret sig ud over hele provinsen. Chons styrker, nu styrket tidoblet af frivillige fra alle 53 byer i Cholla-do, besejrede regeringstropper i slaget ved Hwangto-Hyon. Seouls regering sendte yderligere tropper under kommando af Hong Kye-Hun, et symbol på inkompetencen i det dynasti, der var i fuld opløsning. De to første tiltag, Hong tog ved sin ankomst i Chonju, provinshovedstaden, var at henrette de to bedste lokale officerer og sende et andragende til kongen for en kinesisk hjælp. Inden for en måned førte dette andragende til den 1. kinesisk-japanske krig.
I Donghak-krigen i 1894 undgik Hong Kye-Hun, den øverstbefalende for regeringstropperne fra Seoul, alle mulige handlinger gennem en række undvigemanøvrer, men Chons mænd engagerede og besejrede dem i slaget ved Hwangryong-Chon og efterfølgende besatte de Chonju, der var blevet efterladt forsvarsløst. Dette blev fulgt op af et dødvande mellem General Noktus mænd inden for murene af Chonju og Hongs tropper uden for.
Da Hong afskallede byen flæng, protesterede Chon i en besked til ham:
"Mine mænd er ikke mindre loyale undersåtter af kongen, end dine. Vi rejste os i selvforsvar, da dine guvernører blev ved med at myrde uskyldige mennesker ... Denne by (fødestedet for den dynastiet) er helligt og ethvert angreb på det er ulovligt. Hvorfor dræber du nonkombattanter og endog ødelægger Kyonggi-jon (hvor stifterens portræt holdes)? Din pligt bør være i hurtig fremsendelse af vores "krav" til kongen."
Chons fremsatte "27 krav" omfattede fjernelse af korruption, forbedret beskatning, lige muligheder og kontrol af udenlandske interesser. Således indrammede han retningslinjerne for fremtidige nationale reformer, det være sig reformerne af 1894-1895 af pro-japanske ordning eller krav fra den Uafhængige Club ved massemøderne i 1898-1899.
Faldet af Chonju tvang Seoul regeringen til at indse, at de var nødt til at enten acceptere oprørernes krav om en reform eller invitere udenlandsk intervention. Men de magtfulde Mins fik kongen til at sende en hemmelig anmodning til Kina om støtte. Det kinesiske træk blev straks modsvaret af japanerne, der havde fulgt udviklingen opmærksomt og nu så den længe ventede mulighed for at rykke ind på fastlandet.
Da nyheden om udenlandsk intervention kom fra Seoul, foreslog Chon en våbenhvile, da han følte en højere fare for nationen nu. Hong svarede:
"(Jeg er enig med dig i, at) det er meningsløst at fortsætte denne borgerkrig blandt loyale undersåtter af kongen. Personligt er jeg også enig med dig i dine krav og lover, at de vil blive bragt til kongen og gennemført."
Under våbenhvilen trak Chon sig ud af Chonju og overgav den til Hong. Et par uger senere, da general Noktu blev inviteret tilbage til en konference i Chonju, foreslog han at oprette en unik form for selvstyre i hele provinsen. Med en officiel godkendelse oprettede oprørerne "Chipkangso" (Auditorium), et de facto regerende organ i hver by og "Taedoso" (Hovedstad) i Chonju. "Chipkangso" var snarere et åndeligt lederskab end en folkekommune.
I mellemtiden besatte den japanske invasionsstyrke de kongelige paladser i Seoul, installerede et marionetregime og besejrede de kinesiske styrker overalt. Den kinesisk-japanske krig blev først erklæret efter disse handlinger.
Foruroliget over den japanske overtagelse gik Chon fra de fire måneder af fredelige eksperimenteren med den nye form for administration i Cholla-do. Han rejste en hær på 115.000 mod de japanske styrker og forlangte en lignende aktion fra den nordlige Donghak-fraktion. Efter indledende tilbageholdenhed og nogle forhandlinger reagerede nordboere med at stille 100.000 mænd af deres egne til at danne en fælles front og udsprede en anti-japansk stemning over hele nationen.
Den nordlige hær blev ledet af Son Pyong-hi, den eneste nordlige leder, som havde været ivrige for handling. Chon og Son, da de tiltrådte deres styrker i Nonsan, svor et broderskab. Chon sagde, "Tænkende kun på vigtigheden og alvoren af de nationale anliggender rejste jeg en hær blot for at ofre mange liv og spilde folks ejendom uden at opnå noget, har jeg ikke fortrudt end eventuelt tab af mit eget liv, men hvad vil der blive af de mennesker, der stadig kæmper i mørke? Vores sidste chance er hurtigt at tage Kongju, og meget afhænger af, hvad du gør."
De svorne brødre konkluderede enigt, at "Om det vil lykkes eller ej, er op til den himmelske hersker. Vi dødelige kan kun gøre vores bedste ved at gøre hvad der skal gøres." Den fortsatte indflydelse Chon ideer om moderne Korea fremgår af det faktum, at den samme Son skulle blive leder for den nationale bevægelse for uafhængighed i marts 1919. Mange af de senere kæmpere for uafhængighed, herunder Ahn Chung-kun og Kim Ku, kæmpede også på Donghaks side.
Chon indsatte omkring 20.000 af sine mænd i sit angreb på Kongju, hovedstaden i Chungchong-do, mod ca. 10.000 regeringstropper og to japanske bataljoner. Oprørerne, bevæbnet med bambusspyd og flintlocks, var ingen kamp for den moderne japanske hær, men de kæmpede tappert i tre uger, indtil de endelig blev besejret i slaget ved Ukumchi.
Chon trak sig tilbage til Nonsan kun for at blive forfulgt af sine fjender. Med de centrale oprørsstyrker væk, nationen badet i blod som følge af, at den japanske hærs og deres marionetter søgte efter Donghak-tilhængere overalt og massakrerede en god del af en million i hævn. Chon Pong-Jun selv blev fanget i slutningen af året. Han blev bragt til Seoul under en japansk eskorte, blev sat i retten og blev hængt i foråret 1895. Han komponerede følgende linjer øjeblikke før henrettelsen:
"Da tiden kom, sluttede verdens kræfter sig til bag mig.

Med mandatet udløbet kender selv en helt ingen vej ud.

Var det forkert at elske ens folk og retfærdighed?

Vil nogen forstå min rene hjerte for landet?"

## Tekst
Fugl, fugl, blå fugl (새야 새야 파랑새야)
Byg ikke rede på noktumarkerne (noktu = mung-bønne) (녹두밭에 앉지마라)
Noktublomsterne falder tidligt (녹두꽃이 떨어지면)
En gelé leverandør går grædende (청포장수 울고간다)